# Cavalleria napoleonica
La cavalleria napoleonica si distingueva in cavalleria leggera, cavalleria di linea e cavalleria pesante.

## La nascita della cavalleria napoleonica
Ai tempi dell'Ancien Régime la cavalleria era costituita da piccoli reparti aggregati alle divisioni di fanteria. Napoleone decise di crearne di nuovi in maniera tale che potessero agire autonomamente, costituendoli in divisioni e pertanto li distaccò quasi tutti per decreto aggregandoli a quelle di fanteria per costituire divisioni esclusivamente di cavalleria. Fu quindi abbandonato il principio delle divisioni pluriarma e le Divisioni furono affidate al comando di Gioacchino Murat. Già nel 1806 esse costituivano ben 2 corpi d'armata e, all'inizio della Campagna di Russia, la cavalleria era strutturata su 4 corpi d'armata con il 1º comandato da Nansouty, il 2º da Montbrun, il 3° da Grouchy e il 4° da Latour-Maubourg.
La cavalleria costituiva circa un quinto o un sesto della Grande Armée. Un reggimento di cavalleria era composto da 800-1200 soldati ed era strutturato su tre o quattro squadroni di due compagnie ciascuno, più elementi di supporto. La prima compagnia di ogni squadrone era sempre designato come "d'Élite", in cui si presume confluissero i migliori uomini e cavalli. Ogni compagnia aveva un effettivo di 3 ufficiali, 4 sottufficiali, 4 brigadieri, 74 cavalieri e un trombettiere ed era comandata da un capitano; quello più anziano esercitava inoltre la funzione di capo Squadrone, anche se queste cifre variavano leggermente, in base al tipo di unità.
Allo scoppio della Rivoluzione francese, la cavalleria patì enormemente la perdita degli ufficiali aristocratici, ricchi di esperienza ma ancora leali alla corona dell'Ancien Régime. Di conseguenza, la qualità della cavalleria francese si abbassò drasticamente. Napoleone la ricostituì rendendola una delle più agguerrite del mondo. Fino al 1812 partecipò a ogni scontro importante a livello reggimentale.
C'erano tre tipi di cavalleria per ruoli differenti: cavalleria pesante (corazzieri e carabinieri), cavalleria di linea (dragoni) e cavalleria leggera (ussari, cacciatori a cavallo e lancieri).
Inoltre il manto dei cavalli corrispondeva allo squadrone: nero per il 1° (Squadrone d'élite), baio per il 2°, sauro per il 3°, grigio per il 4°.

## Cavalleria pesante

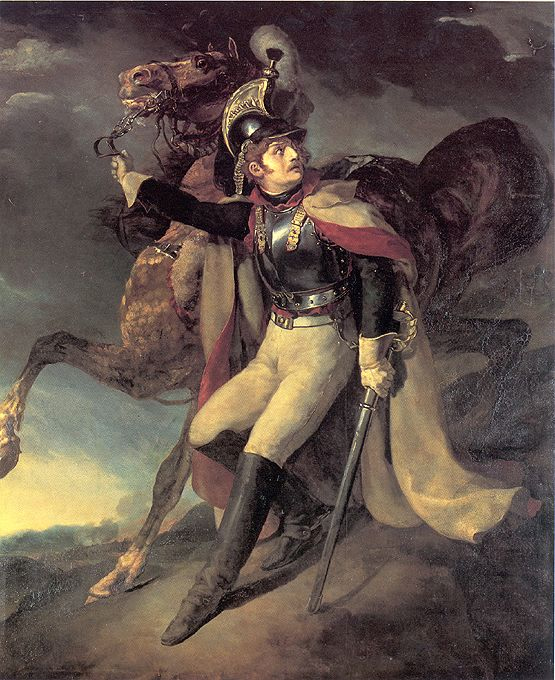
Cuirassier blessé quittant le feu, dipinto dell'artista francese Théodore Géricault

La cavalleria pesante era costituita dai corazzieri, dai carabinieri, dai granatieri e dalla gendarmeria a cavallo. In queste unità di élite, i cavalieri erano tutti uomini robusti, come d'altronde le cavalcature che avevano un'altezza variabile tra i 155 cm e i 160 cm al garrese. La cavalleria pesante apparteneva al Corpo di riserva di cavalleria.
Queste unità erano destinate, oltre ad infrangere la linea difensiva nemica, anche a caricare la cavalleria nemica. Infine, il loro ultimo ruolo era di inseguire l'esercito nemico appena questo ripiegava o batteva in ritirata. I corazzieri montavano cavalli selezionati accuratamente per la loro taglia e robustezza.
I reggimenti di cavalleria pesante della Guardia erano il reggimento dei granatieri. Questi, contrariamente al loro nome, non erano affatto granatieri.

### Corazzieri
I Corazzieri (Cuirassiers) erano equipaggiati e armati similmente ai cavalieri medievali, con pesanti corazze che garantivano una protezione di circa 3 mm di spessore e che pesavano 7 kg: proteggevano il torso dai colpi di spada e i soldati indossavano elmi di bronzo e ferro, con un cimiero sormontato da un pennacchio con una lunga criniera nera per proteggere la nuca. Erano armati con lunghe spade, pistole e più tardi carabine. I Corazzieri indossavano, come indica il nome una corazza ed erano armati con una lunga spada diritta, una pistola e un moschetto. Quest'ultimo era di solito portato sulla schiena.
Servivano a creare panico tra la cavalleria, visto che a causa del peso delle loro armi ed armature, fra cavaliere e cavallo si sviluppava una poderosa massa d'urto e conseguentemente essi potevano esprimere maggior forza durante la carica. Comunque servirono soprattutto per sostenere l'impeto della cavalleria leggera e dei dragoni ma loro stessi producevano una potente forza sul campo di battaglia, che lasciava i nemici impressionati se non impauriti. In particolare i britannici, che erroneamente credevano che i Corazzieri fossero la guardia del corpo di Napoleone, avrebbero più tardi adottato i propri elmetti e corazze. In origine esistevano 25 reggimenti di corazzieri, più tardi 18.

### Carabinieri
Simili per il ruolo e l'armamento ai dragoni, i Carabinieri a cavallo (Carabiniers-à-Cheval) erano comunque meno armati, inizialmente senza armatura e meno adatti ai combattimenti ravvicinati nella confusione della battaglia. Erano molto meno versatili, e per questo meno numerosi (solo 2 reggimenti originariamente) e meno apprezzati dei dragoni. Nel 1809, in seguito alle numerose perdite dovute alle lance degli Ulani austriaci, Napoleone ordinò per l'anno successivo di equipaggiarli con armature. Ma questo non fu sufficiente a impedirne la sconfitta da parte dei corazzieri russi nella battaglia di Borodino nel 1812 e, l'anno seguente, la fuga davanti agli Ussari ungheresi nella Battaglia di Lipsia.

### Gendarmeria
La Gendarmeria d'élite, responsabile del mantenimento della sicurezza pubblica, era organizzata in due squadroni che inizialmente furono sottoposti al colonnello Savary. Nelle prime campagne dell'Impero ebbe un ruolo marginale, limitandosi agli spostamenti dell'Imperatore e alla protezione delle linee di comunicazione. Nel 1808 venne inviata in Spagna: responsabile della lotta contro i guerriglieri oltre al consueto servizio pubblico, servì come cavalleria pesante a Medina de Rioseco. Richiamata dalla penisola nel 1812 per la campagna di Russia, i gendarmi combatterono nella battaglia della Beresina, poi a Lipsia e Montmirail.

## Cavalleria di linea
La cavalleria di linea, come quella pesante, era utilizzata per creare brecce tra le linee nemiche e permettere quindi alle unità di fanteria di penetrare all'interno dello schieramento nemico. I cavalli avevano un'altezza variabile tra i 153 e i 155 cm. I reggimenti di cavalleria di linea appartenevano al Corpo di riserva della cavalleria.

### Dragoni
Principale forza della cavalleria di linea erano i Dragoni (Dragons), talvolta considerati parte della cavalleria pesante; erano solitamente usata in battaglia, nelle scaramucce e nella ricognizione. Erano soliti smontare da cavallo per proseguire il combattimento a piedi. Erano altamente versatili, essendo armati non solo con la tradizionale spada ma anche con pistole e moschetti (che custodivano in una tasca degli stivali quando cavalcavano). Eccellevano pertanto nel combattere sia a piedi che a cavallo. Queste truppe sono solitamente utilizzate per proteggere i fianchi dell'armata. Anche se erano versatili la loro abilità a cavallo e l'uso della spada spesso non erano all'altezza delle altre cavallerie e ciò li rendeva oggetto di derisioni. I reggimenti di dragoni erano inizialmente 25, più tardi 30. Nel 1815, solo 15 reggimenti avrebbero partecipato ai Cento giorni.

## Cavalleria leggera
La cavalleria leggera napoleonica comprendeva gli ussari, i cacciatori a cavallo e cavalleggeri (lancieri). I cavalli avevano un'altezza variabile tra i 149 e i 153 cm.
Era integrata nelle divisioni e nei corpi di fanteria e, contrariamente alla cavallerie di linea e pesante, non faceva parte di un corpo. Erano soliti attaccare le linee nemiche sui fianchi o alle spalle al fine di creare scompiglio e panico, ma in principal modo serviva ad attaccare il nemico in rotta in caso di vittoria e a proteggere le proprie truppe in caso di sconfitta.
La cavalleria leggera della Guardia comprendeva inizialmente un reggimento di cavalleggeri (polacchi), che divennero Cavalleggeri Lancieri, in seguito fu aggiunto un secondo reggimento (olandesi, chiamati anche Lancieri rossi) e un reggimento di Cacciatori che comprendeva anche gli squadroni dei Mamelucchi. Nel 1813 si aggiunsero gli esploratori.

### Ussari
Gli Ussari (Hussards) formavano una specialità di cavalleria veloce e leggera, ed erano considerati gli occhi e le orecchie delle truppe napoleoniche, oltre che come i migliori cavalieri e spadaccini (beau sabreurs) della Grande Armée. Questa opinione non era completamente ingiustificata e le loro sfavillanti uniformi riflettevano la loro spavalderia. La loro divisa comprendeva un shako (le compagnie d'élite indossavano il colbacco) dolman, pelliccia, sabretache, calzoni e stivali all'ungherese, in campagna indossavano dei calzoni con rinforzi in cuoio. Tatticamente, erano utilizzati per la ricognizione al fine di mantenere i propri comandanti informati dei movimenti nemici mentre impedivano al nemico di raccogliere le stesse informazioni oltre ad inseguire le truppe nemiche in fuga. Armati con sciabola, pistole e carabina, erano noti per il coraggio temerario, al punto di essere quasi dei suicidi. Si diceva all'epoca che un Ussaro che raggiungeva i 30 anni era davvero Vecchia Guardia oltre che fortunato. Nel 1804 esistevano 10 reggimenti, a cui fu aggiunto l'11° nel 1810 e altri due nel 1813. Nel 1813 furono aggiunte le Guardie d'onore, costituite da quattro reggimenti di cavalleria leggera. Vestite come gli ussari, arruolati tra le file della borghesia e della nobiltà inferiore e attrezzandosi a proprie spese, queste si distinsero durante la campagna francese del 1814, in particolare durante la battaglia di Montmirail. Il corpo sarà dissolto sotto la Prima Restaurazione.

### Cacciatori a cavallo
I Cacciatori a cavallo (Chasseurs à Cheval) erano un tipo di cavalleria leggera molto simile agli Ussari, sia nell'armamento sia nei ruoli. Farne parte era considerato meno prestigioso rispetto agli Ussari. La loro uniforme era meno sgargiante, e consisteva in un shako (come le compagnie d'élite degli Ussari), l'uniforme verde, con colori distintivi per ogni reggimento, un dolman ma senza pelliccia, calzoni e stivali in stile ungherese e indossavano un abito come quello dei dragoni e uno particolare alla Kinski, dal 1812 aveva i risvolti corti e seguiva il regolamento Bardin. Erano la maggioranza della cavalleria leggera con 31 reggimenti nel 1811, 6 dei quali formati da belgi, svizzeri, italiani e tedeschi.

### Lancieri
Nel 1811 furono creati 9 reggimenti di Lancieri (Lanciers) di Linea (quindi parte della Cavalleria di Linea, assieme ai Dragoni), i primi 6 originati dai sei reggimenti dei dragoni (vestiti alla francese), gli ultimi 3 dai lancieri della Vistola e dai cavalleggeri tedeschi (vestiti alla polacca). Tra le più temute forze di cavalleria delle armate napoleoniche c'erano i lancieri polacchi della Vistola, soprannominati dagli inglesi Hell's Picadores (I picadores dell'inferno) e dagli spagnoli Los Diablos Polacos (I diavoli polacchi). Questi reggimenti erano veloci quasi come gli ussari, avevano la stessa forza di sconvolgere i nemici dei corazzieri ed erano versatili come i dragoni. Erano armati con lance, spade e pistole. Erano la migliore forza di cavalleria per caricare la fanteria nemica negli spazi aperti, dove le loro lance potevano contrastare le baionette della fanteria nemica, (come accadde alla British Brigade di Colborne nella Battaglia di Albuera nel 1811) e davano la caccia ai nemici sbaragliati. Potevano essere letali anche contro altri tipi di cavalleria come avvenne con Sir William Ponsonby e i suoi Scots Greys a Waterloo. Alla fine delle guerre napoleoniche, gli inglesi furono così impressionati che decisero di creare un proprio reggimento di lancieri.

### Esploratori
Nel 1813 Napoleone decretò la creazione degli Esploratori (Eclaireurs), tre reggimenti di cavalleria, armati di lance, per opporsi efficacemente ai cosacchi. Il reclutamento avveniva all'interno della cavalleria e dei coscritti. Queste nuove unità ebbero il tempo di prendere parte alla campagna francese del 1814, dove li incontrarono molte volte. Servirono in ricognizione e agli avamposti, ma eseguirono anche diverse cariche di cavalleria, come a Brienne, Montmirail e in particolare a Craonne, quando il colonnello Testot-Ferry guidò il 1º  reggimento attaccando l'artiglieria russa. Parteciparono anche alla difesa di Parigi, prima di essere sciolti dalla Prima Restaurazione.

## Carica della cavalleria
La formazione di battaglia della cavalleria prevedeva che ci si disponesse su due file e si avanzasse verso il nemico al trotto da circa 250 metri di distanza, poi si accelerava al piccolo galoppo. Giunti a circa 150 metri si partiva al galoppo finché a 50 metri si proseguiva a briglia sciolta. Durante la carica finale, le prime file procedevano con la punta della sciabola in avanti, mentre le seconde file la mulinavano sopra la testa.